# Uczniowie Ducha Świętego
Uczniowie Ducha Świętego, Stowarzyszenie Panunistyczne, Kościół Panunistyczny w Rzeczpospolitej Polskiej – samodzielny związek wyznaniowy powstały w Polsce nie posiadający powiązań z innymi nurtami religijnymi. Zwierzchnikiem Kościoła jest Weronika Stęporowska. Organem prasowym wspólnoty jest kwartalnik Religia radości życia.

## Historia
Powstanie stowarzyszenia Uczniów Ducha Świętego związane było z działalnością chrześcijańskiej mistyczki z Kielecczyzny, Józefy Lesickiej z tarnobrzeskiego (lub Józefy Lenicy), która na przełomie XIX i XX wieku głosiła naukę o nadejściu w 2051 roku ery Ducha Świętego.  
Po śmierci Józefy Lesickiej jej dzieło kontynuowały córki. W latach osiemdziesiątych XX wieku przystąpiły do organizowania własnej denominacji. Ruch został zarejestrowany 15 lipca 1988 roku. 31 stycznia 1990 roku został wpisany do rejestru kościołów i innych związków wyznaniowych pod nazwą Uczniowie Ducha Świętego.

## Doktryna
Związek stawia sobie za cel rozwijanie duchowego życia swoich członków w oparciu o Nowy Testament, ze szczególnym uwzględnieniem tekstów dotyczących działalności Ducha Świętego i budowania Królestwa Chrystusowego na ziemi. Uczniowie propagują racjonalne myślenie i logiczne rozumowanie przy jednoczesnym zwalczaniu uczucia strachu, niepewności, nieporadności. Rozwijają poczucie własnej wartości i godności.
Członkowie ruchu spotykają się w każdy piątek w godzinach wieczornych na pamiątkę ukrzyżowania Chrystusa oraz na wspólne agapy i zebrania dialogowe. Wyznawcy zobowiązani są do modlitwy indywidualnej wynikającej z potrzeby serca oraz modlitwy zbiorowej przy ważnych okazjach. 
Uczniowie Ducha Świętego uznają duchowe zjednoczenie wszystkich ludzi na zasadzie wzajemnego szacunku bez względu na przynależność do organizacji religijnej. Podstawowym źródłem wiary dla Uczniów Ducha Świętego jest wyłącznie Nowy Testament.
Stowarzyszenie uznaje wiarę w monoteistycznego Boga, Stwórcę Wszechświata, który jest Ojcem wszystkich ludzi. Wyznawcy Kościoła mają własną interpretację dogmatu o Trójcy Świętej. Według doktryny Uczniów Ducha Świętego po prawicy Boga Ojca jest Jezus Chrystus, po lewicy Abraham. Natomiast nad nimi i nad kulą ziemską jest Duch Święty.
Najświętszym miejscem dla Uczniów Ducha Świętego jest osada Kumran nad Morzem Martwym. Według wspólnoty tam bowiem miał przebywać i nauczać Jezus Chrystus. Dniem świątecznym jest piątek, przeznaczony w godzinach wieczornych na uwielbienie Jezusa Chrystusa. Niedziela obchodzona jest jako dzień radości i godziwej rozrywki. Wspólnota nie ma duchowieństwa. Praktyki religijne odbywają się głównie w prywatnych domach podczas spotkań rodzinnych członków związku wyznaniowego.
Wyznawcy Kościoła uznają Kościół rzymskokatolicki za matkę wszystkich Kościołów chrześcijańskich. 